# 亚马逊Prime
亞馬遜Prime（英語：Amazon Prime）是亞馬遜公司提供的付费订阅服务，会员用户可以享受两天内送达的免费快递送货服务（在某些地区为一天）、音乐和视频流媒体服务，以及按月或按年收费的其他优惠。 2021年4月，亞馬遜宣布Prime服务在全球已拥有超过2亿的会员。

## 子品牌
- Prime Music
- Prime Video
- Prime Gaming
- Prime Reading
- Prime Pantry